# Kopalnia Łazy

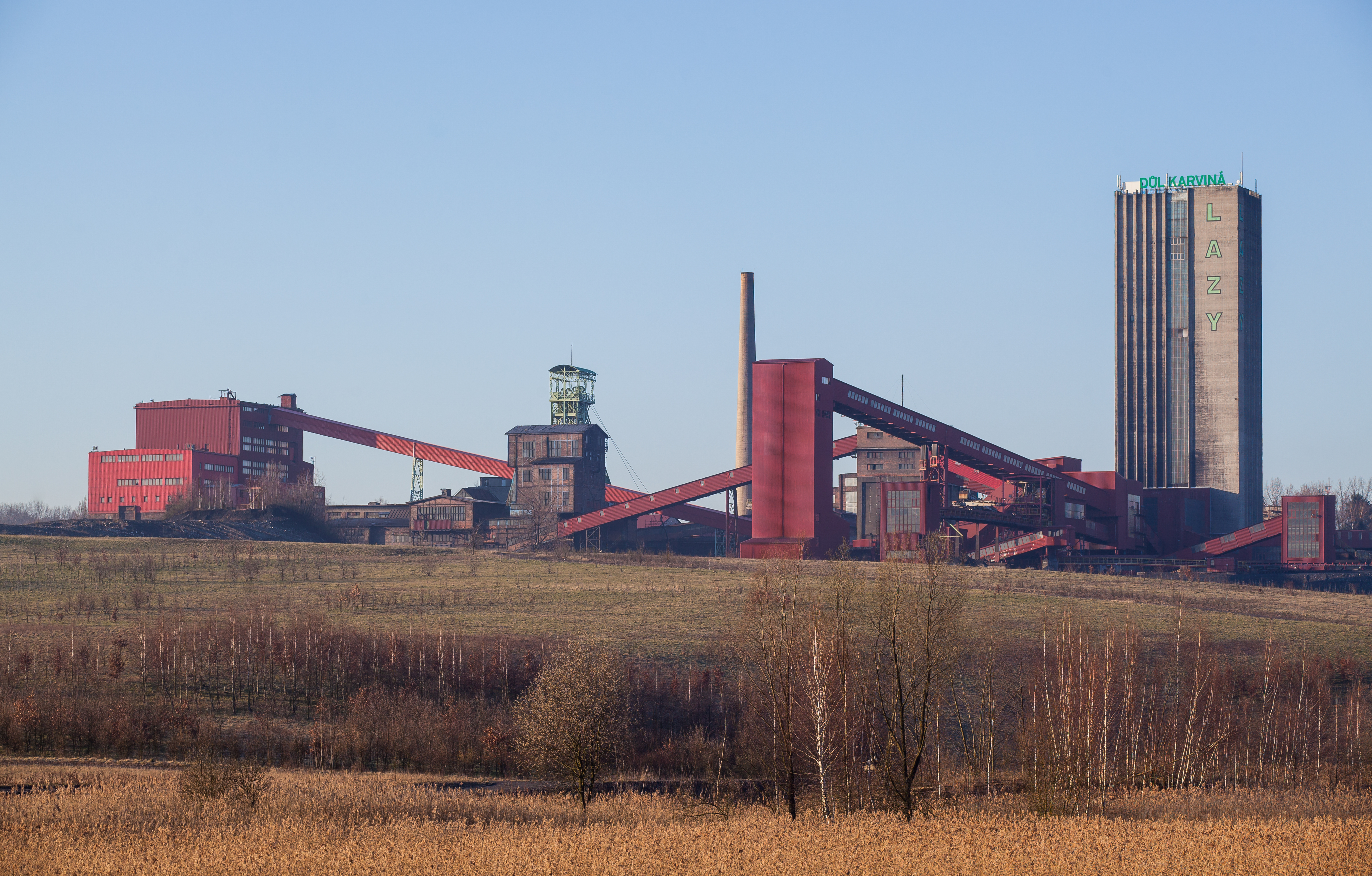
Kopalnia Lazy

Kopalnia Łazy (Důl Lazy) – nieczynna kopalnia węgla kamiennego w południowo-zachodniej części regionu karwińskiego w Zagłębiu Ostrawsko-Karwińskim. Pole górnicze tej kopalni znajduje się w katastrze miast Orłowa i Karwina, w dzielnicy Łazy. Kopalnia jest obsługiwana przez spółkę górniczą OKD.

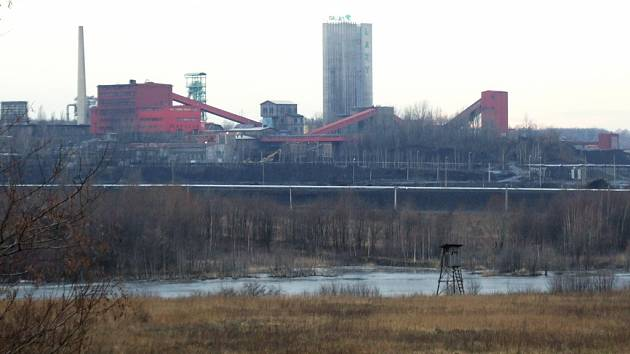

## Historia
Budowę pierwszej wielkiej kopalni w wówczas samodzielnej miejscowości Łazy, obecnej kopalni Lazy rozpoczęło gwarectwo Kopalnie Węgla Kamiennego Orłowa-Łazy (Steinkohlenbergbau Orlau-Lazy) w 1890 roku, ówczesna nazwa brzmiała Neuschacht (Nowy Szyb). 4 marca 1950 został przemianowany na „Důl Antonín Zápotocký”, i w 1991 na obecną nazwę Důl Lazy. 1 lipca 1995 r. kopalnie Lazy, Dukla i František zostały połączone w jeden zakład pod nazwą Lazy. Wydobycie węgla w kopalni František zostało zakończone w 1999 roku. Kopalnia Dukla została włączona do Kopalni Paskov w dniu 1 lutego 2006 roku w ramach spowolnienia gospodarczego. Symboliczny ostatni wózek węgla wydobywany w kopalni został wywieziony 28 listopada 2019 roku. W ciągu 130 lat działalności kopalni wydobyto tam prawie 146 mln ton jakościowego węgla kamiennego.

## Statystyki górnicze
| rok  | ton     |  | rok  | ton       |  | rok  | ton       |
| ---- | ------- |  | ---- | --------- |  | ---- | --------- |
| 1892 | 20 000  |  | 1930 | 411.100   |  | 1960 | 1.334.342 |
| 1895 | 102.535 |  | 1940 | 902.600   |  | 1970 | 1.853.700 |
| 1900 | 333.252 |  | 1943 | 1.302.600 |  | 1980 | 2.013.360 |
| 1910 | 407.830 |  | 1945 | 583.500   |  | 1984 | 2.230.840 |
| 1916 | 604.600 |  | 1950 | 1.025.800 |  | 1990 | 1.998.200 |
| 1920 | 247.400 |  | 1955 | 1.011.166 |  | 2000 | 1.920.100 |

## Wypadki

### Wstrząs 11 marca 2004
Pierwsze wstrząsy miały miejsce w czwartek około 16:45. Sytuacja była bardzo poważna. Do tragedii doszło na głębokości 680 metrów. Osuwisko miało około 50 metrów i nastąpiło na ósmym piętrze. W czasie trzęsienia ziemi na miejscu znajdowało się jedenastu górników, z których czterem udało się uniknąć z niewielkimi obrażeniami. W tragedii zginęło siedem osób.